# Jaume Valls
Jaume Valls (?. - Monestir de Santes Creus, Alt Camp, Tarragona, 23 de desembre de 1560) fou un abat i diputat de la Generalitat de Catalunya.
Fou un religiós cistercenc de vida exemplar i sòlida doctrina, que fou elegit abat de Santes Creus a final de l'any 1535. Com corresponia al seu càrrec de capellà major dels reis d'Aragó, el 1538 anà a Barcelona a rebre l'emperador Carles V, que anava a signar una treva de deu anys amb Francesc I de França. L'emperador i l'abat tractaren molt greus afers concernents a la millor governació de l'Estat, i Carles sortí encantat del talent i virtuts del monjo cistercenc.
Aquest, com a diputat eclesiàstic de les Corts Catalanes, hagué de presidir-les diverses vegades, i sabé recabar el favor imperial en pro de diverses construccions i millores que volia emprendre pel seu monestir. Entre elles s'han de comptar la decoració policromada del Palau Reial de Santes Creus; l'acabament del claustre major, i la construcció del sòlid pont sobre el riu Gaià, que encara perdura avui dia.
El 1540 Valls havia cessat com a diputat eclesiàstic de la Generalitat de Catalunya, i el 1543, en tornar Carles V a Barcelona, l'instà que tornés a formar-ne part de nou. Novament reelegit el 1548, fou designat per rebré a Barcelona al príncep Maximilià d'Hongria, que vingué a Espanya per a casar-se amb la infanta Maria, filla de Carles V. Les festes celebrades per tal ocasió per la Generalitat de Catalunya foren solemnes i extraordinàries, pogueren veure's la part que tingué en elles l'abat de Santes Creus en els Anales de Feliu de la Penya.
No menys activa fou la part que prengué Valls en la repressió del bandolerisme que infectava a Catalunya, organitzant un exèrcit en persecució del mateix comanada pel marquès de Tarifa. Després resolgué el conflicte de la carestia dels queviures ocorreguda en la sequera del 1549, proveint amb singular prudència i eficàcia a totes les necessitats del consum públic. El mateix any edificà la galeria superior del Palau Reial de Santes Creus, on encara figura el seu escut en primorosa i artística rajoleria.
El 1553 assistí a les Corts de Montsó, que presidí Felip II, el qual aconseguí dels abats de Poblet, Santes Creus i el Municipi de Barcelona 200.000 escuts d'or per a despeses de guerra. Valls cessà en el seu càrrec de diputat de la Generalitat, i visqué reclòs en el monestir fins a la seva mort.